# Тиранови
Тирановите (Tyrannidae) са семейство птици от разред Врабчоподобни (Passeriformes).
Те са най-голямото семейство птици с над 400 вида, групирани в около 100 рода, разпространени в почти цяла Америка. Представители му са изключително разнообразни, като най-дребните видове Myiornis ecaudatus и Myiornis atricapillus достигат дължина 6,5 – 7 сантиметра и маса 4 – 5 грама, а най-едрят вид – Agriornis lividus – дължина 29 сантиметра и маса 100 грама.

## Родове
Семейство Tyrannidae – Тиранови
- Piprites
- Calyptura – Калиптури
- Ornithion
- Camptostoma
- Phaeomyias
- Nesotriccus
- Capsiempis – Жълти тирани
- Tyrannulus
- Myiopagis
- Pseudelaenia
- Elaenia
- Serpophaga
- Mionectes
- Leptopogon
- Pseudotriccus
- Pogonotriccus
- Phylloscartes
- Phyllomyias
- Zimmerius
- Sublegatus
- Suiriri
- Mecocerculus
- Inezia
- Stigmatura
- Anairetes
- Uromyias
- Tachuris
- Culicivora
- Polystictus
- Pseudocolopteryx
- Euscarthmus
- Myiornis – Аруни
- Lophotriccus
- Atalotriccus
- Oncostoma
- Poecilotriccus
- Taeniotriccus
- Hemitriccus
- Todirostrum
- Corythopis
- Cnipodectes
- Ramphotrigon
- Rhynchocyclus
- Tolmomyias
- Platyrinchus
- Myiotriccus
- Myiophobus
- Nephelomyias
- Neopipo
- Pyrrhomyias
- Hirundinea
- Cnemotriccus
- Lathrotriccus
- Aphanotriccus
- Xenotriccus
- Mitrephanes
- Contopus
- Empidonax
- Sayornis
- Pyrocephalus
- Silvicultrix
- Ochthoeca
- Tumbezia
- Colorhamphus
- Ochthornis
- Cnemarchus
- Myiotheretes
- Xolmis
- Heteroxolmis
- Neoxolmis
- Agriornis
- Polioxolmis
- Muscisaxicola
- Muscigralla
- Lessonia
- Knipolegus
- Hymenops
- Fluvicola
- Arundinicola
- Alectrurus
- Gubernetes
- Satrapa
- Colonia
- Machetornis
- Muscipipra
- Attila
- Casiornis
- Sirystes
- Rhytipterna
- Myiarchus
- Deltarhynchus
- Megarynchus
- Myiozetetes
- Conopias
- Myiodynastes
- Legatus
- Phelpsia
- Empidonomus
- Griseotyrannus
- Tyrannopsis
- Tyrannus
- Philohydor
- Pitangus